# Maurice Richard Trophy

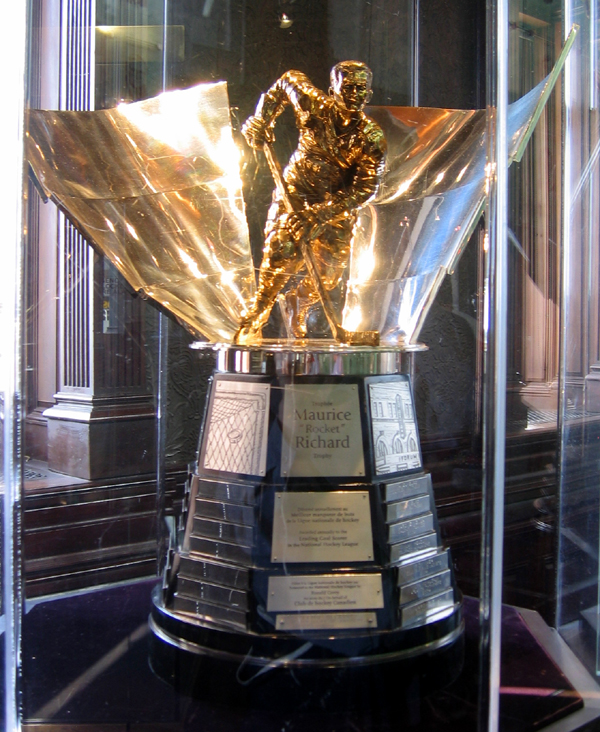
Maurice Richard Trophy

Maurice 'Rocket' Richard Trophy je trofej udělovaná v NHL, hráči, který v základní části této soutěže nastřílí nejvyšší počet branek. Zřízena byla v roce 1999.
Pojmenována je po Maurici 'Rocket' Richardovi, velké legendě kanadského hokeje. Richard ve 40. a 50. letech patřil k nejlepším ligovým střelcům a jako vůbec první hokejista nastřílel více než padesát branek za sezónu, což se mu podařilo ve válečném ročníku 1943-1944. O rok později navíc jako první hokejista historie dokázal v prvních padesáti utkáních vstřelit rovných padesát branek. Celkem se Richard stal nejlepším ligovým střelcem pětkrát a na svém kontě má vynikajících 626 branek. První hráč, který tuto trofej získal, byl v sezóně 1998/1999 Fin Teemu Selänne z klubu Anaheim Ducks za 47 branek v 75 zápasech.

## Vítězové
| Maurice Richard Trophy - (nejlepší střelec) |                                 |                                         |                      |                      |
| Sezóna                                      | Hráč                            | Tým                                     | Počet zápasů         | Počet branek         |
| 1998–1999                                   | Teemu Selänne                   | Anaheim Ducks                           | 75                   | 47                   |
| 1999–2000                                   | Pavel Bure                      | Florida Panthers                        | 74                   | 58                   |
| 2000–2001                                   | Pavel Bure                      | Florida Panthers                        | 82                   | 59                   |
| 2001–2002                                   | Jarome Iginla                   | Calgary Flames                          | 82                   | 52                   |
| 2002–2003                                   | Milan Hejduk                    | Colorado Avalanche                      | 82                   | 50                   |
| 2003–2004                                   | Rick Nash                       | Columbus Blue Jackets                   | 80                   | 41                   |
| 2003–2004                                   | Ilja Kovalčuk                   | Atlanta Thrashers                       | 81                   | 41                   |
| 2003–2004                                   | Jarome Iginla                   | Calgary Flames                          | 81                   | 41                   |
| 2004–2005                                   | Neudělena pro stávku            | Neudělena pro stávku                    | Neudělena pro stávku | Neudělena pro stávku |
| 2005–2006                                   | Jonathan Cheechoo               | San Jose Sharks                         | 82                   | 56                   |
| 2006–2007                                   | Vincent Lecavalier              | Tampa Bay Lightning                     | 82                   | 52                   |
| 2007–2008                                   | Alexandr Ovečkin                | Washington Capitals                     | 82                   | 65                   |
| 2008–2009                                   | Alexandr Ovečkin                | Washington Capitals                     | 79                   | 56                   |
| 2009–2010                                   | Sidney Crosby Steven Stamkos    | Pittsburgh Penguins Tampa Bay Lightning | 79                   | 51                   |
| 2010–2011                                   | Corey Perry                     | Anaheim Ducks                           | 82                   | 50                   |
| 2011–2012                                   | Steven Stamkos                  | Tampa Bay Lightning                     | 82                   | 60                   |
| 2012–2013                                   | Alexandr Ovečkin                | Washington Capitals                     | 48                   | 32                   |
| 2013–2014                                   | Alexandr Ovečkin                | Washington Capitals                     | 78                   | 51                   |
| 2014–2015                                   | Alexandr Ovečkin                | Washington Capitals                     | 81                   | 53                   |
| 2015–2016                                   | Alexandr Ovečkin                | Washington Capitals                     | 79                   | 50                   |
| 2016–2017                                   | Sidney Crosby                   | Pittsburgh Penguins                     | 75                   | 44                   |
| 2017–2018                                   | Alexandr Ovečkin                | Washington Capitals                     | 82                   | 49                   |
| 2018–2019                                   | Alexandr Ovečkin                | Washington Capitals                     | 82                   | 51                   |
| 2019–2020                                   | David Pastrňák Alexandr Ovečkin | Boston Bruins Washington Capitals       | 70 68                | 48                   |
| 2020–2021                                   | Auston Matthews                 | Toronto Maple Leafs                     | 52                   | 41                   |
| 2021–2022                                   | Auston Matthews                 | Toronto Maple Leafs                     | 82                   | 60                   |
| 2022–2023                                   | Connor McDavid                  | Edmonton Oilers                         | 82                   | 64                   |
| 2023–2024                                   | Auston Matthews                 | Toronto Maple Leafs                     | 82                   | 69                   |
| 2024–2025                                   | Leon Draisaitl                  | Edmonton Oilers                         | 71                   | 52                   |
|                                             |                                 |                                         |                      |                      |
| Zdroj na eliteprospects.com                 |                                 |                                         |                      |                      |

## Nejlepší střelci sezóny před ustanovením této trofeje
- 1997-1998 - Teemu Selänne Anaheim Ducks 73 zápasů 52 branek, Peter Bondra Washington 76 zápasů 52 branek
- 1996-1997 - Keith Tkachuk Phoenix Coyotes 81 zápasů 52 branek
- 1995-1996 - Mario Lemieux Pittsburgh Penguins 70 zápasů 69 branek
- 1994-1995 - Peter Bondra Washington Capitals 47 zápasů 34 branek
- 1993-1994 - Pavel Bure Vancouver Canucks 76 zápasů 60 branek
- 1992-1993 - Alexandr Mogilnyj Buffalo Sabres 77 zápasů 76 branek,Teemu Selänne Winnipeg 84 zápasů 76 branek
- 1991-1992 - Brett Hull St. Louis Blues 73 zápasů 70 branek
- 1990-1991 - Brett Hull St. Louis Blues 78 zápasů 86 branek
- 1989-1990 - Brett Hull St. Louis Blues 80 zápasů 72 branek
- 1988-1989 - Mario Lemieux Pittsburgh Penguins 76 zápasů 85 branek
- 1987-1988 - Mario Lemieux Pittsburgh Penguins 77 zápasů 70 branek
- 1986-1987 - Wayne Gretzky Edmonton Oilers 79 zápasů 62 branek
- 1985-1986 - Jari Kurri Edmonton Oilers 78 zápasů 68 branek
- 1984-1985 - Wayne Gretzky Edmonton Oilers 80 zápasů 73 branek
- 1983-1984 - Wayne Gretzky Edmonton Oilers 74 zápasů 87 branek
- 1982-1983 - Wayne Gretzky Edmonton Oilers 80 zápasů 71 branek
- 1981-1982 - Wayne Gretzky Edmonton Oilers 80 zápasů 92 branek
- 1980-1981 - Mike Bossy New York Islanders 79 zápasů 68 branek
- 1979-1980 - Charlie Simmer Los Angeles Kings 64 zápasů 56 branek, Danny Gare Buffalo Sabres 76 zápasů 56 branek, Blaine Stoughton Hartford 80 zápasů 56 branek
- 1978-1979 - Mike Bossy New York Islanders 80 zápasů 69 branek
- 1977-1978 - Guy Lafleur Montreal Canadiens 78 zápasů 60 branek
- 1976-1977 - Steve Shutt Montreal Canadiens 80 zápasů 60 branek
- 1975-1976 - Reggie Leach Philadelphia Flyers 80 zápasů 61 branek
- 1974-1975 - Phil Esposito Boston Bruins 79 zápasů 61 branek
- 1973-1974 - Phil Esposito Boston Bruins 78 zápasů 68 branek
- 1972-1973 - Phil Esposito Boston Bruins 78 zápasů 55 branek
- 1971-1972 - Phil Esposito Boston Bruins 76 zápasů 66 branek
- 1970-1971 - Phil Esposito Boston Bruins 78 zápasů 76 branek
- 1969-1970 - Phil Esposito Boston Bruins 76 zápasů 43 branek
- 1968-1969 - Bobby Hull Chicago Blackhawks 74 zápasů 58 branek
- 1967-1968 - Bobby Hull Chicago Blackhawks 71 zápasů 44 branek
- 1966-1967 - Bobby Hull Chicago Blackhawks 66 zápasů 52 branek
- 1965-1966 - Bobby Hull Chicago Blackhawks 65 zápasů 54 branek
- 1964-1965 - Norm Ullman Detroit Red Wings 70 zápasů 42 branek
- 1963-1964 - Bobby Hull Chicago Blackhawks 70 zápasů 43 branek
- 1962-1963 - Gordie Howe Detroit Red Wings 70 zápasů 38 branek
- 1961-1962 - Bobby Hull Chicago Blackhawks 70 zápasů 50 branek
- 1960-1961 - Bernie Geoffrion Montreal Canadiens 64 zápasů 50 branek
- 1959-1960 - Bronco Horvath Boston Bruins 68 zápasů 39 branek, Bobby Hull Chicago Blackhawks 70 zápasů 39 branek
- 1958-1959 - Jean Béliveau Montreal Canadiens 64 zápasů 45 branek
- 1957-1958 - Dickie Moore Montreal Canadiens 70 zápasů 36 branek
- 1956-1957 - Gordie Howe Detroit Red Wings 70 zápasů 44 branek
- 1955-1956 - Jean Béliveau Montreal Canadiens 70 zápasů 47 branek
- 1954-1955 - Maurice Richard Montreal Canadiens 67 zápasů 38 branek, Bernie Geoffrion Montreal Canadiens 70 zápasů 38 branek
- 1953-1954 - Maurice Richard Montreal Canadiens 70 zápasů 37 branek
- 1952-1953 - Gordie Howe Detroit Red Wings 70 zápasů 49 branek
- 1951-1952 - Gordie Howe Detroit Red Wings 70 zápasů 47 branek
- 1950-1951 - Gordie Howe Detroit Red Wings 70 zápasů 43 branek
- 1949-1950 - Maurice Richard Montreal Canadiens 70 zápasů 43 branek
- 1948-1949 - Sid Abel Detroit Red Wings 69 zápasů 28 branek
- 1947-1948 - Ted Lindsay Detroit Red Wings 60 zápasů 33 branek
- 1946-1947 - Maurice Richard Montreal Canadiens 60 zápasů 45 branek
- 1945-1946 - Gaye Stewart Toronto Maple Leafs 50 zápasů 37 branek
- 1944-1945 - Maurice Richard Montreal Canadiens 50 zápasů 50 branek
- 1943-1944 - Doug Bentley Chicago Blackhawks 50 zápasů 38 branek
- 1942-1943 - Doug Bentley Chicago Blackhawks 50 zápasů 33 branek
- 1941-1942 - Lynn Patrick New York Rangers 47 zápasů 32 branek
- 1940-1941 - Bryan Hextall New York Rangers 48 zápasů 26 branek
- 1939-1940 - Bryan Hextall New York Rangers 48 zápasů 24 branek
- 1938-1939 - Roy Conacher Boston Bruins 47 zápasů 26 branek
- 1937-1938 - Gordon Drillon Toronto Maple Leafs 48 zápasů 26 branek
- 1936-1937 - Nels Stewart NY Americans 43 zápasů 23 branek, Larry Aurie Detroit Red Wings 45 zápasů 23 branek
- 1935-1936 - Charlie Conacher Toronto Maple Leafs 44 zápasů 23 branek, Bill Thoms Toronto Maple Leafs 48 zápasů 23 branek
- 1934-1935 - Charlie Conacher Toronto Maple Leafs 48 zápasů 36 branek
- 1933-1934 - Charlie Conacher Toronto Maple Leafs 42 zápasů 32 branek
- 1932-1933 - Bill Cook New York Rangers 48 zápasů 28 branek
- 1931-1932 - Charlie Conacher Toronto Maple Leafs 45 zápasů 34 branek
- 1930-1931 - Charlie Conacher Toronto Maple Leafs 40 zápasů 31 branek
- 1929-1930 - Cooney Weiland Boston Bruins 44 zápasů 43 branek
- 1928-1929 - Ace Bailey Toronto Maple Leafs 44 zápasů 22 branek
- 1927-1928 - Howie Morenz Montreal Canadiens 43 zápasů 33 branek
- 1926-1927 - Bill Cook New York Rangers 44 zápasů 33 branek
- 1925-1926 - Nels Stewart Mon.Maroons 36 zápasů 34 branek
- 1924-1925 - Babe Dye Tor.St.Patr. 29 zápasů 38 branek
- 1923-1924 - Cy Denneny Ottawa 21 zápasů 22 branek
- 1922-1923 - Babe Dye Tor.St.Patr. 22 zápasů 26 branek
- 1921-1922 - Harry Broadbent Ottawa 24 zápasů 32 branek
- 1920-1921 - Babe Dye Tor.St.Patr. 24 zápasů 35 branek
- 1919-1920 - Joe Malone Quebec Bull. 24 zápasů 39 branek
- 1918-1919 - Newsy Lalonde Montreal Canadiens 17 zápasů 23 branek
- 1917-1918 - Joe Malone Montreal Canadiens 20 zápasů 44 branek

Česká stopa:
Jaromír Jágr byl v tabulce střelců celkem čtyřikrát druhý. Prvním českým vítězem se tak stal Milan Hejduk v dresu Colorada, a sice v sezóně 2002-2003 za 50 branek. Druhým vítězem byl spolu s Alexandrem Ovečkinem útočník Bostonu David Pastrňák, v sezóně 2019-2020 (48 vstřelených branek).